# Fantasy (Mariah-Carey-Lied)
Fantasy (englisch für „Phantasie“) ist ein Lied der US-amerikanischen Sängerin Mariah Carey, das im September 1995 erschien.

## Entstehung und Veröffentlichung
Getextet, komponiert und produziert wurde das Lied von der Interpretin selbst, zusammen mit Dave Hall. Das Lied beinhaltet ein Sample aus dem Tom-Tom-Club-Song Genius of Love (September 1981), wodurch die Autoren Adrian Belew, Chris Frantz, Steven Stanley und Tina Weymouth ebenfalls als Urheber von Fantasy aufgeführt werden. Hall beschrieb den Schreibprozess mit folgenden Worten:

“[It] was a fun song to do. Mariah brought me ‘Genius of Love’ and I laid some strings on it and put it into a groove I felt really fit and highlighted her voice. And that song didn't take us but a minute to do, because she really busted that out within two days. We did a rough copy and let Tommy Mottola hear it and he loved it, so all we had to do was bring it back in and mix it.”

„Es war ein lustiger Song. Mariah brachte mir ‚Genius of Love‘ und ich legte ein paar Streicher darauf und brachte es in einen Groove, ich fühlte mich wirklich fit und hob ihre Stimme hervor. Und für diesen Song brauchten wir nicht einmal eine Minute, denn sie hat das wirklich innerhalb von zwei Tagen rausgeholt. Wir machten eine Rohkopie und ließen Tommy Mottola es hören, und er liebte es, also mussten wir es nur noch zurückholen und mischen.“

Die Erstveröffentlichung von Fantasy erfolgte als Single am 12. September 1995 bei Columbia Records. Diese erschien in verschiedenen Ausführungen, darunter als CD-Maxi-Single mit drei Remixen sowie einer Duettversion mit dem US-amerikanischen Rapper Ol’ Dirty Bastard (Katalognummer: 662461 2). Am 28. September 1995 erschien das Lied als Teil von Careys vierten Studioalbum Daydream (Katalognummer: 481367 2), dessen erste Singleauskopplung es ist. Das Frontcover der Single wurde von Steven Meisel fotografiert. Eine beschnittene Version des Fotos wurde auch als Albumcover verwendet.

## Inhalt und Stil
Mit Daydream begann Carey, urbanen R&B und Hip-Hop in ihre Musik zu integrieren, was unter anderem bei Fantasy der Fall sei. Wie schon öfters in der Vergangenheit, griff sie bei der Melodie auf ein Sample zurück, die Idee dazu beschrieb sie wie folgt:

“I was listening to the radio and heard 'Genius of Love', and I hadn't heard it in a long time. It reminded me of growing up and listening to the radio and that feeling the song gave me seemed to go with the melody and basic idea I had for ‘Fantasy’. I initially told Dave about the idea, and we did it. We called up the Tom Tom Club and they were really into it.”

„Ich hörte Radio und hörte ‚Genius of Love‘, und ich hatte es schon lange nicht mehr gehört. Es erinnerte mich daran, wie ich aufgewachsen bin und Radio gehört habe, und dieses Gefühl, das mir der Song gab, schien mit der Melodie und der Grundidee zu übereinstimmen, die ich für ‚Fantasy‘ hatte. Ich erzählte Dave zunächst von der Idee, und wir machten sie. Wir riefen den Tom Tom Club an und sie waren wirklich begeistert.“

Carey erinnerte sich, wie die Autoren von Genius of Love wirklich fasziniert von der Sample-Idee gewesen seien und sofort die Freigabe erteilten. Hall entwickelte einen vertrauten „Groove“, von dem er glaubte, dass er „Careys Stimme hervorheben würde“. Nach Fertigstellung, hörte sich Careys Ehemann und Columbia-CEO Tommy Mottola Fantasy an und stimmte zu, ihn auf das Album aufzunehmen.

## Musikvideo
Das Musikvideo zur Single war das erste, bei dem Carey alleine Regie führte. Carey hatte offen darüber gesprochen, dass sie mit einigen ihrer vorherigen Musikvideos nicht zufrieden gewesen sei. Inspiration für das Video sei gewesen, ein „freies und offenes Gefühl“ auszustrahlen und die Freiheit der Selbstständigkeit darzustellen. Das Video zu Fantasy debütierte am 7. September 1995 bei den MTV Video Music Awards 1995. Es zeigt Carey, vor dem Eingang zur Promenade des Vergnügungsparks Playland in Rye (Town, New York), beim Inlineskaten und einer Fahrt mit dem Dragon Coaster, der charakteristischen Holzachterbahn des Parks. Darüber hinaus sieht man Szenen von Menschen, die auf dem Parkplatz und auf Top-Autos tanzen.

“I'd done a lot of videos and wasn't always a hundred percent thrilled. For the most part, I was never thrilled with the results, so I figured I would give directing a shot. It was a pretty simple concept. Most of the scenes were featured at the amusement park, at a late-night outdoor celebration. I was really happy to be able to include O.D.B. in the remix video.”

„Ich hatte schon viele Videos gemacht und war nicht immer hundertprozentig begeistert. Die meisten waren von den Ergebnissen nie begeistert, also dachte ich mir, ich würde es mal mit der Regie versuchen. Es war ein ziemlich einfaches Konzept. Die meisten Szenen wurden im Vergnügungspark gezeigt, bei einer nächtlichen Feier im Freien. Ich habe mich sehr gefreut, dass ich O.D.B. in das Remix-Video einbauen konnte.“

Carey schließt sich den Feierlichkeiten an, steigt auf ein Auto und beginnt zu singen und zu den starken Bässen zu tanzen. Das Video enthält auch eine Szene mit einem jungen Mädchen, das versucht, Carey nachzueifern. Dieser Charakter taucht beim Musikvideo zur Single Shake It Off (Juli 2005) erneut auf. Der Videodreh fand Mitte August 1995 statt. Im offiziellen Video zum Remix hat O.D.B. einige Cameoauftritte mit einem Clown sowie an der Promenade in zusätzlichen Szenen mit Carey.
Am 21. August 2020 wurden die Musikvideos beider Versionen in einer remasterten HD-Fassung neu veröffentlicht. Genau ein Jahr später wurde es in 4K-Auflösung hochgeladen.

## Kommerzieller Erfolg

### Chartplatzierungen
| ChartsChartplatzierungen       | Höchstplatzierung | Wochen |
| ------------------------------ | ----------------- | ------ |
| Deutschland (GfK)              | 17 (20 Wo.)       | 20     |
| Österreich (Ö3)                | 13 (12 Wo.)       | 12     |
| Schweiz (IFPI)                 | 10 (18 Wo.)       | 18     |
| Vereinigte Staaten (Billboard) | 1 (25 Wo.)        | 25     |
| Vereinigtes Königreich (OCC)   | 4 (13 Wo.)        | 13     |

| ChartsJahrescharts (1995)      | Platzierung |
| ------------------------------ | ----------- |
| Vereinigte Staaten (Billboard) | 7           |

### Auszeichnungen für Musikverkäufe
| Land/Region                  | Auszeichnungen für Musikverkäufe (Land/Region, Auszeichnung, Verkäufe) | Verkäufe  |
| ---------------------------- | ---------------------------------------------------------------------- | --------- |
| Australien (ARIA)            | 3× Platin                                                              | 210.000   |
| Frankreich (SNEP)            | Silber                                                                 | 125.000   |
| Japan (RIAJ)                 | Platin                                                                 | 100.000   |
| Neuseeland (RMNZ)            | 3× Platin                                                              | 90.000    |
| Vereinigte Staaten (RIAA)    | 6× Platin                                                              | 6.000.000 |
| Vereinigtes Königreich (BPI) | 2× Platin                                                              | 1.200.000 |
| Insgesamt                    | 1× Silber · 15× Platin ·                                               | 7.735.000 |

Hauptartikel: Mariah Carey/Auszeichnungen für Musikverkäufe